# Pajtov Han
Pajtov Han (en serbe cyrillique : Пајтов Хан) est un village de Bosnie-Herzégovine. Il est situé dans la municipalité de Vareš, dans le canton de Zenica-Doboj et dans la fédération de Bosnie-et-Herzégovine. Selon les premiers résultats du recensement bosnien de 2013, il compte 19 habitants.
Pour les recensements de 1971 et 1981, le village était rattaché à la localité de Poljanice.

## Géographie
Le village est situé au bord de la rivière Stavnja, un affluent droit de la Bosna.

## Démographie

### Évolution historique de la population dans la localité
| 1948 | 1953 | 1961 | 1971 | 1981 | 1991 | 2013 |
| ---- | ---- | ---- | ---- | ---- | ---- | ---- |
| -    | -    | 144  | -    | -    | 170  | 19   |

|  |